# Прапор Слов'яносербського району
Пра́пор Слов'я́носербського райо́ну — один із символів Слов'яносербського району Луганської області.

## Опис
Прапор являє собою прямокутне полотнище зі співвідношенням ширини до довжини — 2:3 синього кольору. У верхньому лівому куті полотнища розміщено зображення гербу району в оточенні 15 золотих п'ятиконечних зірок: однієї великої, п'яти середніх та дев'яти малих.

## Символіка
- Велика зірка символізує єдине місто у районі — Зимогір'я.
- П'ять зірок середнього розміру є символом п'яти селищ, що розташовані у районі.
- Малі зірки вказують на кількість сільських рад району.